# So geht das jede Nacht
So geht das jede Nacht (tradução em português: "Todas as noites são assim") foi a segunda canção alemã no Festival Eurovisão da Canção 1956 (as regras do concurso permitia duas canções por país, a única vez que isso fora permitido), foi interpretada em alemão por Freddy Quinn.
A canção foi a 11ª a ser apresentada (seguinte a Mony Marc da Bélgica com "Le plus beau jour de ma vie" e antes de Dany Duberson da França com "Il est là").
Com música de Lothar Olia e letra de Peter Mösser, a canção é um número animado no estilo dos primeiros sucessos do rock and roll como "Rock Around The Clock" de Bill Haley & His Comets. Na canção, Quinn explica que o objeto de seu afecto não é feliz com o número de homens que saiu durante a semana. Ela sai com Jimmy no Domingo, Jack na segunda, Johnny na terça, Billy na quarta, Tommy na quinta, Ben na sexta e "alguém que não conheço" no Sábado.
Quinn declara que"Te amei desde que era um bebê" e explica que a leva ao teatro, lhe envia flores e "levou sua mãe...ao zoológico" e por tanto sente que merecia receber um melhor afeto que esse, mas apesar de suas habilidades para dançar o boogie e cha-cha-cha, ignora seus avanços.
A canção termina com a própria confisão de Quinn que "Nunca pensou que estaria sozinha em casa/E ela saindo com alguém a cada dia".
A canção alcançou fama moderada no Japão, onde fora regravada em Japonês como Kimi Wa Maiban No.
A representante alemã que a seguiu no Festival de 1957 foi "Telefon, Telefon", interpretada por Margot Hielscher.